# جلوه مغایر
جلوه مغایر (انگلیسی: Contrast effect) به این یافته اشاره دارد که دستگاه حسی ما در تفکیک و تشخیص محرکهای متضاد قویتر است. وقتی از محیط سردی وارد اتاق گرمی می‌شویم در بدو ورود دمای اتاق بیشتر محسوس است. در سکوت، شنیدن صدای سخنگو آسانتر است. همان‌طور که شنیدن یک سخنرانی در یک محیط پر همهمه دشوار است و دیدن حشره ای سبز رنگ بر برگ سبز گیاه دشوار است.
تفاوت محسوس میان جلوه‌های مختلف موجود در یک محیط لازمه تفکیک و تشخیص اشیاء و پدیده‌ها توسط ما هستند. اصولاً پدیده ای که ما شکل می‌نامیم محصول تفاوت محسوس در میزان روشنایی شکل و زمینه است. همین تفاوت محسوس در روشنایی است که به صورت خطوط مرزی در پیرامون یک جسم شکل می‌گیرد .
بر این اساس جای تعجب نیست که دستگاه حسی ما نه تنها جلوه‌های مغایر را تشخیص می‌دهد، بلکه این مغایرت را تشدید می‌کند. این خصوصیت دستگاه حسی به پشتوانه خطاهای حسی قابل استناداست. نمونه ای از این خصوصیت دستگاه حسی در تصویر متحرک نوار ماچ به نمایش گذاشته شده و نمونه‌های دیگری را درحوزه مطالعات خطاهای حسی و خطای دید می‌توان یافت.

## باندهای ماخ

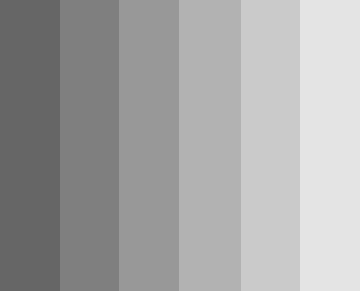
هریک ازنوارهای خاکستری در محدوده داخلی از نظر درجه تیرگی کاملاً یکدست هستند. اما وقتی در کنار هم قرار می‌گیرند گویا تیرگی لبه سمت چپ و لبه سمت راست متفاوت است. پا پوشاندن نوارهای مجاور در هر دو سمت یک نوار، یکدستی تیرگی محدوده اخلی نوار مشهود است.

باندهای ماخ که به یاد فیزیکدان اتریشی ارنست ماخ نامگذاری شده یک خطای دید را به نمایش می‌گذارد. وقتی دو سطح که هر یک در محدوده خود کاملاً یکدست هستند اما تیرگی آنها با هم متفاوت است در مجاورت هم قرار می‌گیرند. دستگاه بینایی ما دچار خطا شده و در طول خط تماس باریکه ای تیره‌تر در مجاورت محدوده روشن و برعکس باریکه روشنتر در مجاورت محدوده تیره می‌بیند طوری که به نظر می‌رسد که هیچ‌کدام از دو سطح دارای یکدستی داخلی نیستند. این پدیده در زندگی واقعی نقش دارد و از جمله می‌تواند در تشخیص رادیولوژی ایجاد خطا کند. از اینرو آگاهی از آن مفید است.

## مهار جانبی

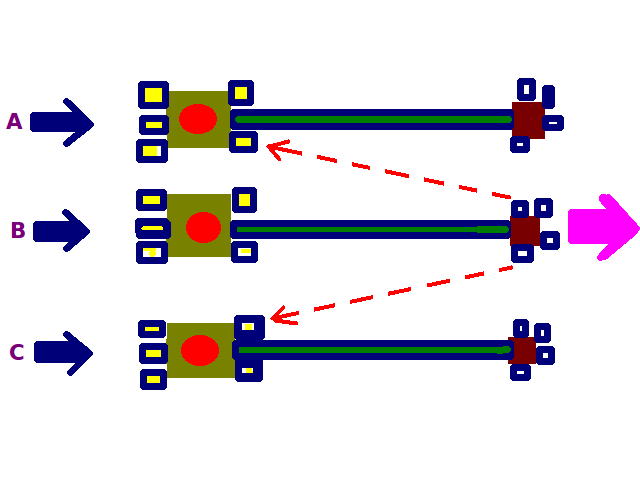
سلول میانی B با شدت بیشتری تحریک شده و مانع فعالیت دو سلول A و C درمجاورت خود می‌شود. نتیجه آنکه سلولهای A و C نسبت به شرایط خارجی تعداد کمتری پیام عصبی از تعداد مورد انتظار به مغز ارسال می‌کنند. در نتیجه تفاوت تیرگی در طول مرز سایه و روشن تقویت می‌شود.

رشته‌های ظاهراً سفید در میان مربع‌های سیاه کاملاً یکدست هستند و لکه های تیره در محل تلاقی رشته‌های سفید، محصول خطای دید است. هر رشته سفید توسط ۴ مربع سیاه احاطه شده و آنها را لمس می‌کند و در نتیجهٔ پدیدهٔ جلوه مغایر و مهار جانبی، روشنتر از آنچه هست به چشم می‌آید. اما درست در مرکز تقاطع رشته‌ها، فاصله مربع‌های سیاه بیشتر است و مغایرت سفید و سیاه و مهار جانبی کمتر و در نتیجه، محل به صورت لکه ای خاکستری جلوه می‌کند که در واقع نزدیکتر به رنگ واقعی رشته های در واقع خاکستری است.

پدیده جلوه مغایر شامل همه حواس انسان می‌شود اما در مورد حس بینایی بیشتر تحت مطالعه قرار گرفته و توضیح آن واضح و مستند است. تقویت یا تشدید میزان تفاوت تیرگی دو سطح مجاور که در تمایز شکلی از شکلی دیگر توسط حس بینایی ما نقش مهمی دارد، در واقع محصول یک الگوی تعاملی بین سلولهای عصبی است. این الگو که مهار جانبی نامیده می‌شود بیانگر این یافته‌است که فعالیت یک سلول عصبی باعث بازداری و در عمل کاهش فعالیت سلولهای عصبی مجاور خود می‌شود. این پدیده در سطوح مختلف دستگاه بینایی ثبت شده و قابل استناد است. برای مثال فعالیت یک سلول منفرد در شبکیه چشم ضبط شده و یافته‌ها تأیید می‌کند که فعالیت یک سلول مشخص بلافاصله باعث کاهش صدور تعداد پیامهای عصبی در سلولهای مجاور می‌شود. برای درک این که چگونه این الگوی تعامل بین سلولهای عصبی منجر به افزایش قدرت بینایی در تمیز خط حاشیه یک نوار روشن در مجاورت نوار تیره می‌شود. سلولی را در نظر بگیرید که در اثر دریافت نور از مرکز نوار روشن به شدت تحریک شده اما تمام سلوهای مجاورش نیز به همان میزان تحریک شده‌اند و در عمل با اعمال مهار جانبی بر یکدیگر مجموع پیامهای عصبی ارسالی به مغز از این مجموعه تعدیل پیدا می‌کند. اما آن دسته از سلولهای عصبی که از حاشیه نوار نور دریافت می‌کنند در در یک سمت خود همسایگانی دارند که از نوار تاریک نور کمتری دریافت کرده و در نتیجه با شدت کمتری فعال شده‌اند و به نوبه خود مانع فعالیت سلول‌های مجاوری که نور بیشتری دریافت کرده‌اند نمی‌شوند. حاصل اینکه یکسری از سلولها دقیقاً به یک میزان تحریک می‌شوند اما از فعالیت گروهی از آنها بازداری می‌شود و گروهی دیگر آزادانه به فعالیت عادی خود ادامه می‌دهند. این سلوها همانهایی هستند که از حاشیه نوار نور دریافت کرده‌اند و در عمل میزان تفاوت تیرگی حاشیه نوار در دستگاه بینایی ما تشدید می‌شود.

## رنگ
دستگاه حسی ما یک گیرنده منفعل نیست و نقشی فعال در تنظیم یافته‌های حسی دارد. شیوه تعامل بین سلولهای عصبی می‌تواند دریافت حسی ما را شکل دهد و جزئیاتی مانند خط تمایز یا لحظه و مرز تغییر را تقویت کند. این خصوصیت دستگاه حسی در دیدن و تشخیص رنگها نیز اهمیت دارد. کسی که از دید طبیعی برخوردار است می‌تواند حدود ۷ میلیون جلوه‌های متنوع رنگی را تشخیص دهد اما خوشبختانه این تنوع گیج کننده را می‌توان در ۳ گروه اصلی رده‌بندی کرد. آنچه سبب تمایز رنگها در دستگاه حسی ما می‌شود، تا حدی ناشی از خصوصیات فیزیکی و از جمله فام، روشنی و  سیر شدگی آنهاست. رنگی با طول موج ۴۶۵ نانومتر به صورت آبی بی رگه درک می‌شود. به این معنی که هیچ رگه ای از رنگ سبز یا قرمز در آن نیست. طول موج ۵۰۰ نانومتر به صورت رنگ بی رگه سبز جلوه می‌کند، یعنی هیچ رگه ای از رنگ زرد یا آبی در آن مشاهده نمی‌شود و بالاخره موجی به طول ۵۷۰ نانومتر به صورت رنگ زرد بی رگه دیده می‌شود، یعنی هیچ رد و نشانی از رنگ سبز یا قرمز در آن وجود ندارد. اما رنگ آبی روشن و تیره دارای طول موج یکسانی هستند. آنچه رنگ آبی روشن وتیره را از هم متمایز می‌کند همان عاملی است که باعث تمایز رنگ سفید از سیاه می‌شود و شامل طیف گسترده‌ای از انواع خاکستری است. سومین عامل تمیز رنگی از رنگ دیگر میزان خلوص یا سیر شدگی آن است. هر چه رنگ خاکستری بیشتری در ترکیب یک رنگ وجود داشته باشد، میزان سیر شدگی آن رنگ کمتر است. به نوبه خود درک رنگها توسط دستگاه حسی ما معلول کیفیت تخصصی دستگاه بینایی ما و از جمله یاخته‌های مخروطی است.
با این حال نزدیکی زمانی و مکانی تجارب حسی و میزان مغایرت این تجارب نیز در ادراک حسی ما و از جمله درک ما از رنگها نقش دارند. نمونه ای از این نقش فعال در پدیده ای به نام مغایرت متوالی قابل استناد است؛ یعنی زمانی که درک ما از یک دریافت حسی همچنان تحت تأثیر تجربه قبلی است.
در مثال بالا شما می‌توانید با استفاده از موس تصویر را بالا یا پایین برانید و به این ترتیب با تعویض محل دیسکهای سبز و قرمز بالا با دیسکهای نارنجی پایین، به میل خود جفت بالایی را پوشانده و حفت پایینی را آشکار کنید. دو دیسک نارنجی پایین دقیقا یک رنگ دارند. اما اگر به نقطه مرکز یکی از دیسکهای سبز و یا قرمز بالا مدتی خیره شوید و بعد به سرعت تصویر را بالا رانده و دو دیسک نارنجی پایین را با هم مقایسه کنید، برای مدتی به نظر خواهد رسید که میزان روشنی یا تیرگی دو دیسک نارنجی با هم متفاوت است. البته این تفاوت نیز نتیجه خطای حسی است. چرا که در زمان مقایسه دو دیسک نارنجی، دستگاه حسی ما همچنان تا مدتی تحت تأثیر مشاهده دیسکهای سبز و قرمز بالا و تفاوت کاملا محسوس رنگ آنهاست.

## پیشینه
ظاهرا در ادبیات علمی نخستین بار در دوران طلایی اسلام به قلم ابن هیثم به جلوه مغایر اشاره شده‌است. وی شرحی در مورد لکه‌های رنگی که بر زمینه سفید، تیره به نظر رسیده و برعکس بر زمینه سیاه روشنتر به نظر می‌رسند نوشته‌است. همچنین وی توضیح داده‌است که یک برگ سبز روی زمینه ای به رنگ آبی تیره، شاداب و جوان و بر روی زمینه ای زرد، پیرتر به نظر می‌رسد.
در سال ۱۸۱۰م، یوهان ولفگانگ فون گوته می‌نویسد که یک تصویر خاکستری در پس زمینه سیاه بسیار روشن‌تر از همان تصویر روی زمینه سفید به نظر می‌رسد. در سال ۱۸۳۸م، یوهانس پتر مولر به همین نکته اشاره می‌کند.

خصوصیات محیط اطراف، نظیر رنگ، میزان تیرگی و فراخی زمینه، در ادراک ما مؤثرند. در این نمونه لکه نارنجی در مرکز دو نماد گل در سمت چپ و راست برابرند. اما لکه سمت راست در میان گلبرگهای کوچک، بزرگتر جلوه می‌کند.

از آن زمان تا کنون مبحث تأثیر خصوصیات محیط اطراف، نظیر رنگ، میزان تیرگی و فراخی زمینه و فاصله زمانی و مکانی تداخل تجارب حسی گوناگون، در ادراک رنگ، موضوع مطالعات علمی بوده‌است. 

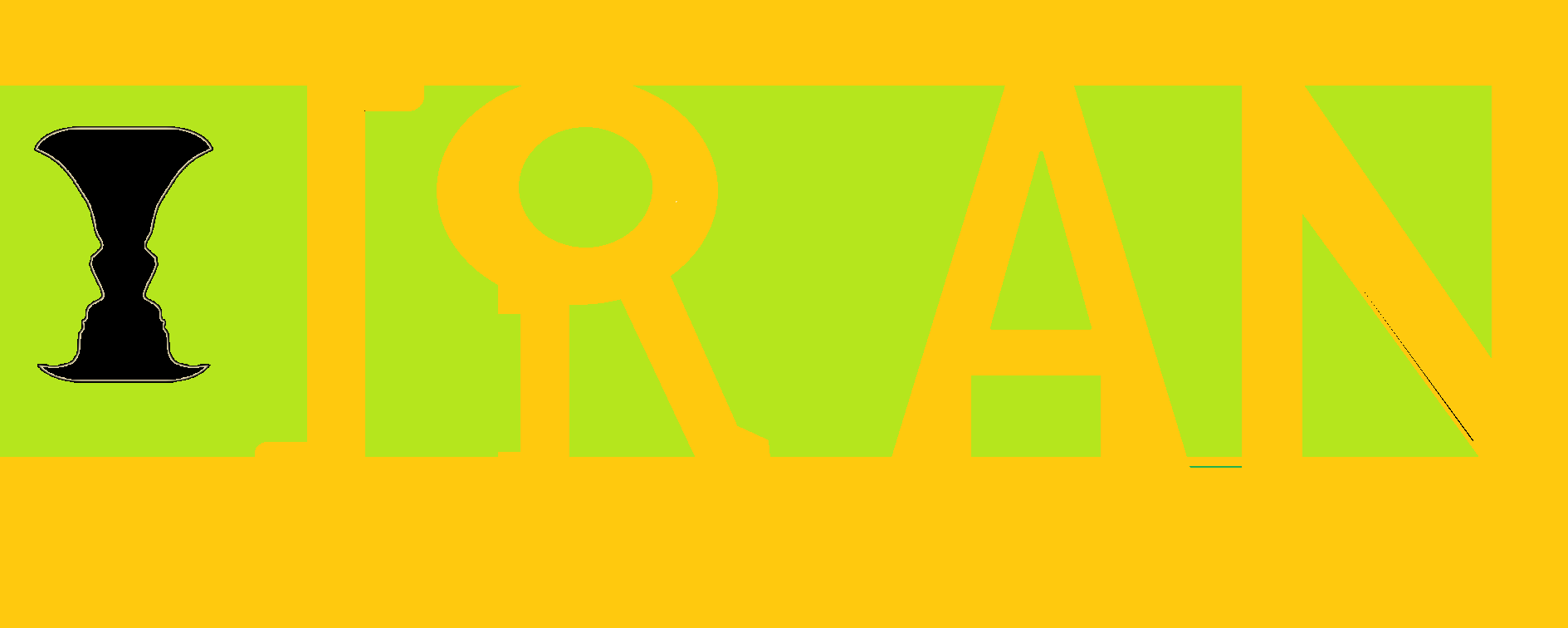
از آن زمان تا کنون مبحث تأثیر خصوصیات محیط اطراف، نظیر رنگ، میزان تیرگی و فراخی زمینه و فاصله زمانی و مکانی تداخل تجارب حسی گوناگون، در ادراک رنگ، موضوع مطالعات علمی بوده‌است